# Galerija Generalić
Galerija Generalić privatna je galerija u kući Ivana Generalića u selu Hlebine.
Prostorno i tematski naslanja se na Staru kuću Ivana Generalića, a sadrži izbor djela iz bogatog opusa Ivana i Josipa Generalića: ulja na staklu i platnu, akvarele i grafike. Osim galerije, u sklopu imanja nalazi se i atelijer sina Ivana Generalića – Josipa, koji je također bio naivni slikar, doduše, ne takva opusa kao njegov otac.
Gospodarstvo Josipa Generalića sastoji se od Stare kuće Ivana Generalića – muzejske memorijalne kuće za javnost otvorene 1992., Galerije i ateljea Josipa Generalića (1995.) i etno kuće “Janičina hiža” (1999.)

## Vanjske poveznice
- Galerija Josip Generalić